# Ligne Kintetsu Osaka
La ligne Kintetsu Osaka (近鉄大阪線, Kintetsu Ōsaka-sen) est une ligne ferroviaire du réseau Kintetsu située dans les préfectures d'Osaka, Nara et Mie au Japon. Elle relie la gare d'Osaka-Uehommachi à Osaka à la gare d'Ise-Nakagawa à Matsusaka. C'est une ligne avec un fort trafic de trains de banlieue, mais également avec des services express vers Nagoya et Ise-Shima.

## Histoire
La ligne a été inaugurée le 30 avril 1914 entre Osaka-Uehommachi et Fuse par le tramway électrique d'Osaka (大阪電気軌道株式会社, Ōsaka Denki Kidō). La ligne est ensuite prolongée à Kintetsu-Yao en 1924 puis à Onji en 1925. Cette même année ouvre le tronçon entre Yamato-Takada et Yamato-Yagi. La jonction est effectuée en 1927. En 1929, la ligne rejoint à Sakurai la ligne de la compagnie Sangū Express Electric Railway (参宮急行電鉄, Sangū Kyūkō Dentetsu) qui continue jusqu'à Hase, puis jusqu'à Ise-Nakagawa l'année suivante. Les deux compagnies sont absorbées par la Kintetsu pendant la seconde guerre mondiale.
En mars 2020, la série 80000, dite "Hinotori" remplace les séries 21000 et 21020, dites "Urban Liner".

### Le "train du poisson frais"
De 1963 à 2020, un train quotidien a apporté le matin les produits de la pêche de Mie de la gare de Ujiyamada à Osaka. Au retour, il ramenait les marchands de poissons à Matsusaka en fin d’après-midi. Dans sa période de prospérité, il transportait environ 100 passagers, mais la popularité du transport par camions l'a rendu moins populaire. En 2020, il est remplacé par un wagon unique, attaché à un train matinal de passagers.

## Caractéristiques

### Ligne
- Ecartement : 1 435 mm
- Alimentation : 1 500 V par caténaire

### Interconnexion
Entre Fuse et Osaka-Uehommachi, tous les trains de la ligne Kintetsu Nara roulent sur deux voies séparées et continuent sur la ligne Kintetsu Namba. A Yamato-Yagi, certains trains continuent vers la ligne Kintetsu Kashihara. A Ise-Nakagawa, certains trains continuent vers la ligne Kintetsu Nagoya ou la ligne Kintetsu Yamada.

### Liste des gares

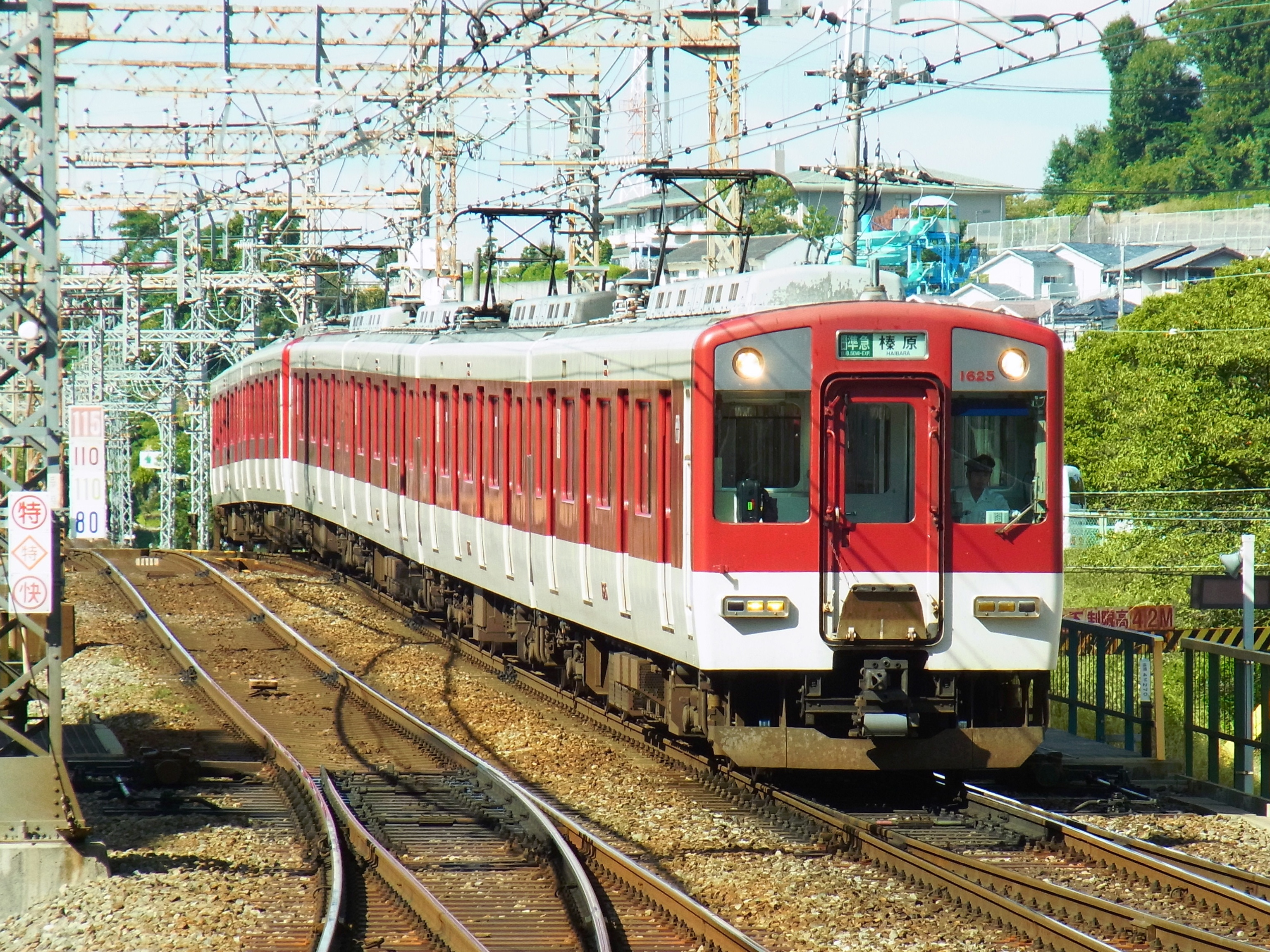
La ligne à Kawachi-Kokubu

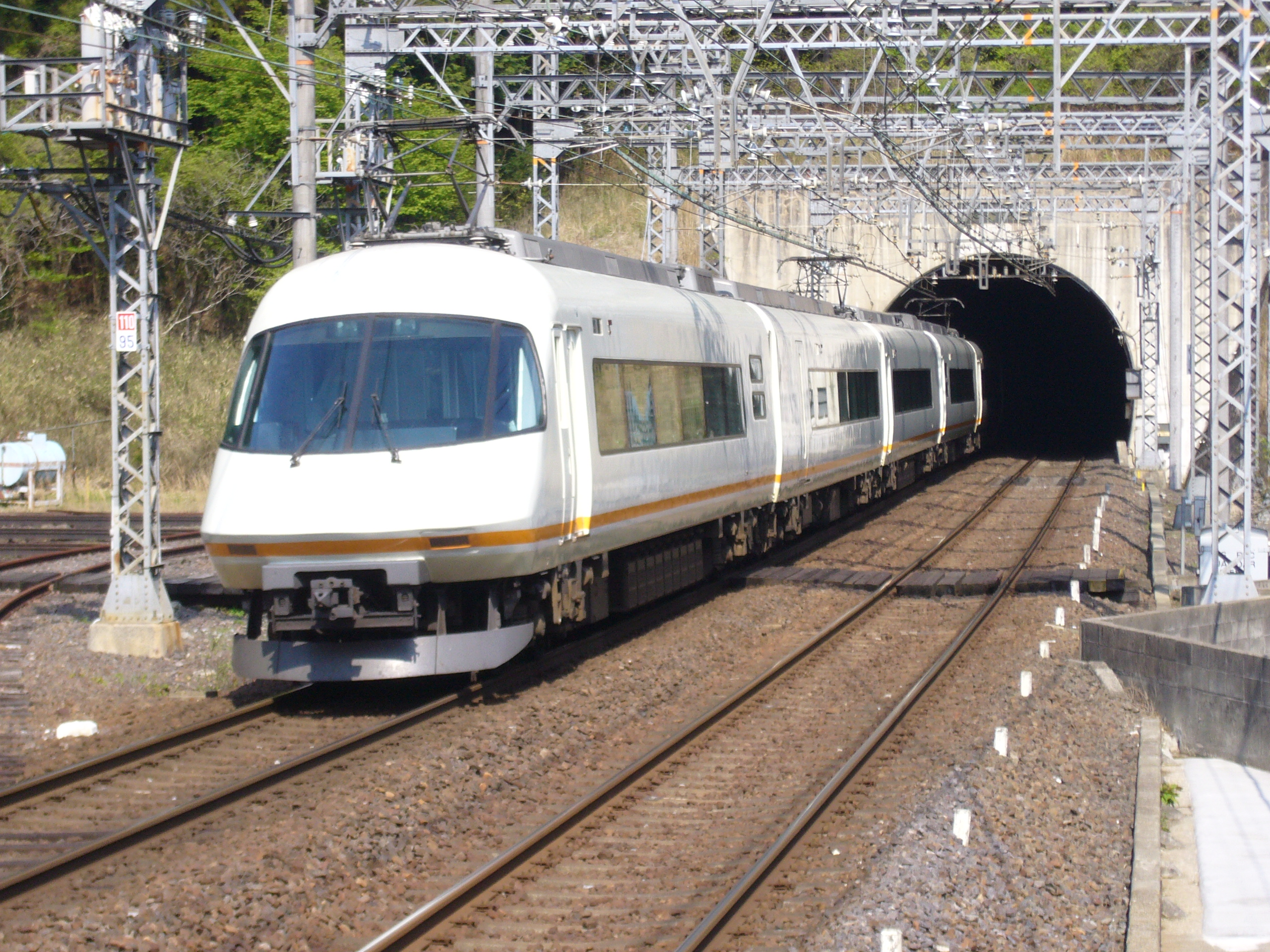
Le tunnel de Shin-Aoyama

La ligne comporte 48 gares numérotées de D03 à D61.
| Numéro | Gare                  | Nom japonais | Distance depuis Osaka-Uehommachi (km) | Correspondances                                                                                | Localisation | Localisation       |
| ------ | --------------------- | ------------ | ------------------------------------- | ---------------------------------------------------------------------------------------------- | ------------ | ------------------ |
| D03    | Osaka-Uehommachi      | 大阪上本町   | 0                                     | Kintetsu : Namba (interconnexion) Métro d'Osaka : Tanimachi, Sennichimae (à Tanimachi 9-chome) | Osaka        | Préfecture d'Osaka |
| D04    | Tsuruhashi            | 鶴橋         | 1,1                                   | JR West : ligne circulaire d'Osaka Métro d'Osaka : Sennichimae                                 | Osaka        | Préfecture d'Osaka |
| D05    | Imazato               | 今里         | 2,8                                   |                                                                                                | Osaka        | Préfecture d'Osaka |
| D06    | Fuse                  | 布施         | 4,1                                   | Kintetsu : Nara (interconnexion)                                                               | Higashiōsaka | Préfecture d'Osaka |
| D07    | Shuntokumichi         | 俊徳道       | 5,1                                   | JR West : Osaka Higashi (à JR-Shuntokumichi)                                                   | Higashiōsaka | Préfecture d'Osaka |
| D08    | Nagase                | 長瀬         | 6,2                                   |                                                                                                | Higashiōsaka | Préfecture d'Osaka |
| D09    | Mito                  | 弥刀         | 7,4                                   |                                                                                                | Higashiōsaka | Préfecture d'Osaka |
| D10    | Kyūhōjiguchi          | 久宝寺口     | 8,3                                   |                                                                                                | Yao          | Préfecture d'Osaka |
| D11    | Kintetsu-Yao          | 近鉄八尾     | 9,6                                   |                                                                                                | Yao          | Préfecture d'Osaka |
| D12    | Kawachi-Yamamoto      | 河内山本     | 11,1                                  | Kintetsu : Shigi                                                                               | Yao          | Préfecture d'Osaka |
| D13    | Takayasu              | 高安         | 12,2                                  |                                                                                                | Yao          | Préfecture d'Osaka |
| D14    | Onji                  | 恩智         | 13,3                                  |                                                                                                | Yao          | Préfecture d'Osaka |
| D15    | Hōzenji               | 法善寺       | 14,9                                  |                                                                                                | Kashiwara    | Préfecture d'Osaka |
| D16    | Katashimo             | 堅下         | 15,7                                  | Kintetsu : Domyoji (à Kashiwara) JR West : Yamatoji (à Kashiwara)                              | Kashiwara    | Préfecture d'Osaka |
| D17    | Andō                  | 安堂         | 16,6                                  | Kintetsu : Domyoji (à Kashiwara-minamiguchi)                                                   | Kashiwara    | Préfecture d'Osaka |
| D18    | Kawachi-Kokubu        | 河内国分     | 18,2                                  |                                                                                                | Kashiwara    | Préfecture d'Osaka |
| D19    | Ōsaka-Kyōikudai-mae   | 大阪教育大前 | 19,8                                  |                                                                                                | Kashiwara    | Préfecture d'Osaka |
| D20    | Sekiya (ja)           | 関屋         | 22,0                                  |                                                                                                | Kashiba      | Préfecture de Nara |
| D21    | Nijō                  | 二上         | 24,1                                  |                                                                                                | Kashiba      | Préfecture de Nara |
| D22    | Kintetsu-Shimoda      | 近鉄下田     | 25,7                                  | JR West : Wakayama (à Kashiba)                                                                 | Kashiba      | Préfecture de Nara |
| D23    | Goidō                 | 五位堂       | 27,1                                  |                                                                                                | Kashiba      | Préfecture de Nara |
| D24    | Tsukiyama             | 築山         | 28,8                                  |                                                                                                | Yamatotakada | Préfecture de Nara |
| D25    | Yamato-Takada         | 大和高田     | 29,9                                  | JR West : Wakayama, Sakurai (à Takada)                                                         | Yamatotakada | Préfecture de Nara |
| D26    | Matsuzuka             | 松塚         | 31,8                                  |                                                                                                | Yamatotakada | Préfecture de Nara |
| D27    | Masuga                | 真菅         | 32,8                                  |                                                                                                | Kashihara    | Préfecture de Nara |
| D39    | Yamato-Yagi           | 大和八木     | 34,8                                  | Kintetsu : Kashihara (interconnexion)                                                          | Kashihara    | Préfecture de Nara |
| D40    | Miminashi             | 耳成         | 36,9                                  |                                                                                                | Kashihara    | Préfecture de Nara |
| D41    | Daifuku               | 大福         | 38,2                                  |                                                                                                | Sakurai      | Préfecture de Nara |
| D42    | Sakurai               | 桜井         | 39,8                                  | JR West : Sakurai                                                                              | Sakurai      | Préfecture de Nara |
| D43    | Yamato-Asakura        | 大和朝倉     | 41,9                                  |                                                                                                | Sakurai      | Préfecture de Nara |
| D44    | Hasedera              | 長谷寺       | 45,6                                  |                                                                                                | Sakurai      | Préfecture de Nara |
| D45    | Haibara               | 榛原         | 50,1                                  |                                                                                                | Uda          | Préfecture de Nara |
| D46    | Murōguchi-Ōno         | 室生口大野   | 57,2                                  |                                                                                                | Uda          | Préfecture de Nara |
| D47    | Sambommatsu           | 三本松       | 59,7                                  |                                                                                                | Uda          | Préfecture de Nara |
| D48    | Akameguchi            | 赤目口       | 64,0                                  |                                                                                                | Nabari       | Préfecture de Mie  |
| D49    | Nabari                | 名張         | 67,2                                  |                                                                                                | Nabari       | Préfecture de Mie  |
| D50    | Kikyōgaoka            | 桔梗が丘     | 70,0                                  |                                                                                                | Nabari       | Préfecture de Mie  |
| D51    | Mihata                | 美旗         | 73,1                                  |                                                                                                | Nabari       | Préfecture de Mie  |
| D52    | Iga-Kambe             | 伊賀神戸     | 75,5                                  | Iga Railway : Iga                                                                              | Iga          | Préfecture de Mie  |
| D53    | Aoyamachō             | 青山町       | 77,9                                  |                                                                                                | Iga          | Préfecture de Mie  |
| D54    | Iga-Kōzu              | 伊賀上津     | 80,6                                  |                                                                                                | Iga          | Préfecture de Mie  |
| D55    | Nishi-Aoyama          | 西青山       | 83,8                                  |                                                                                                | Iga          | Préfecture de Mie  |
| D56    | Higashi-Aoyama        | 東青山       | 91,5                                  |                                                                                                | Tsu          | Préfecture de Mie  |
| D57    | Sakakibara-Onsenguchi | 榊原温泉口   | 95,4                                  |                                                                                                | Tsu          | Préfecture de Mie  |
| D58    | Ōmitsu                | 大三         | 97,6                                  |                                                                                                | Tsu          | Préfecture de Mie  |
| D59    | Ise-Ishibashi         | 伊勢石橋     | 101,6                                 |                                                                                                | Tsu          | Préfecture de Mie  |
| D60    | Kawai-Takaoka (ja)    | 川合高岡     | 104,4                                 | JR Central : Meishō (à Ichishi)                                                                | Tsu          | Préfecture de Mie  |
| D61    | Ise-Nakagawa          | 伊勢中川     | 108,9                                 | Kintetsu : Nagoya (interconnexion), Yamada (interconnexion)                                    | Matsusaka    | Préfecture de Mie  |